# Sinaasappelspin
De sinaasappelspin (Araneus alsine) is een spinnensoort uit de familie wielwebspinnen.
Vrouwtjes bereiken een lengte van 15 mm. De kleur van het ronde achterlijf varieert van beige tot oranje. Op het achterlijf zitten talloze karakteristieke gelige stippen.
De sinaasappelspin bouwt een klein web vlak bij de grond en wacht in de schuilplaats dicht bij het web op een prooi. De soort is te vinden op vochtige plekken in bossen en weiden en komt voor in geheel Europa.